# Раджмоган Ґанді
Раджмоган Ґанді (нар. 7 серпня 1935 року) – біограф і науковий співробітник Центру вивчення культур Південної Азії та Середнього Сходу в Університеті Іллінойсу в Урбана-Шампейн (США). Онук Магатми Ґанді та Чакраварті Раджаґопалачарі Також запрошений професор Індійського технологічного інституту Ґандінаґар. 

## Раннє життя
Його батько Девдас Ґанді, наймолодший син Магатми Ґанді, був відповідальним редактором Hindustan Times. Раджмоган Ґанді навчався в коледжі Св. Стефана (Нью-Делі, Індія). Його дід по матері Ч. Раджаґопалачарі, був другим генерал-губернатором Індії, після лорда Луїса Маунтбеттена, одного з головних соратників Магатми Ґанді.

## Академічна кар’єра та активізм
Від 1956 року є учасником руху Ініціативи змін (раніше відомого як Моральне переозброєння). Раджмоган Ґанді вже пів століття бере участь в ініціативах, спрямованих на побудову довіри, побудову миру, демократії та бореться з корупцією й нерівністю.
У 1960-х і на початку 1970-х років Ґанді відіграв провідну роль у створенні «Ейжа плато», конференц-центру Ініціатив змін у містечку Панчґані в горах західної Індії. Центр “Ейжа плато” відомий на Індійському субконтиненті за його внесок в екологію. Під час надзвичайного стану в Індії у 1975–1977 роках активно обстоював демократичні права особисто, а також у щотижневому журналі «Хіммат» (“Відвага”), що видавався в Бомбеї з 1964 по 1981 рік.
У своїй книзі «Історія двох повстань: Індія 1857-го та Американська громадянська війна», опублікованій 2009 року в Індії, Раджмоган Ґанді досліджує дві війни XIX століття, що відбулися в різних частинах світу майже одночасно. Попередня книга Ґанді, біографія його діда Магатми Ґанді, «Могандас: справжня історія людини, його народу та імперії», 2007 року отримала престижну нагороду від Конгресу історії Індії (її вручають щодва роки). Згодом її видали в кількох країнах. У відповідь на екстремістські заклики до повалення статуй Магатми Ґанді, нібито за його «расизм», Раджмоган Ґанді, який продовжує досліджувати біографію свого діда вже тривалий час, у лютому 2020 року під час Міжрелігійного дослідницького вікенду в американському місті Фресно, говорив, що  «Ґанді передає слабкість свого часу». На думку Раджмогана Ґанді, оцінювати його діда, зокрема в часі його перебування у Південній Африці, треба саме з огляду на той час і на еволюцію його поглядів протягом усього його життя. 
2002 року Р. Ґанді отримав премію Академії Сагітя (Академії літератури Індії) за книгу «Раджаджі: життя, біографія Чакраварті Раджаґопалачарі (1878–1972)» про свого діда по материнській лінії і провідну фігуру руху за незалежність Індії, що став першим генеральним губернатором Індії у 1948–1950 роках.
Він також є автором книг: Ґафар Кан : ненасильницький бадшах пуштунів (2004); Помста та примирення: розуміння історії південної Азії (1999); Пател: Життя, біографія Валлаббхаї Патела (1875–1950), віце-прем’єр-міністра Індії у 1947–50 роках (1990); і Вісім життів: дослідження зустрічі індуїстів та мусульман (1987). Одну з його перших книг «Добрий човняр: портрет Ґанді» 2009 року перекладено на китайську мову й видано в Пекіні. 2013 року Р. Ґанді опублікував книгу «Пенджаб», історичний твір про нерозділений Пенджаб, від смерті Аурангзеба до Розділу Британської Імперії.
Перед викладацькою кар'єрою в університеті Іллінойсу Раджмоган Ґанді працював професором-дослідником в аналітичному Центрі політичних досліджень у Нью-Делі. З 1985 до 1987 року був редактором щоденної газети «Індійський експрес» у Мадрасі (нині Ченнаї). 2004 року отримав Міжнародну гуманітарну премію (захисту прав людини) від міста Шампейн (штат Іллінойс), а 1997 року йому присвоєно звання почесного доктора юридичних наук університету Калгарі та почесного доктора філософії університету Обірін. Член журі Нюрнберзької міжнародної премії за права людини і співголова Центру за діалог і примирення в Ґурґаоні. 2009—2010 обраний головою міжнародної організації Ініціативи змін.

## Політика
1989 року Ґанді програв Радживу Ґанді вибори до палати Лок Сабха в місті Амета. У 1990–92 роках був членом Радж'я Сабха (верхньої палати парламенту Індії) та очолював індійську делегацію Комісії ООН з прав людини в Женеві 1990 року. В індійському парламенті очолював спільний комітет обох палат у справах зареєстрованих каст і зареєстрованих племен.
21 лютого 2014 року він вступив у партію Аам Аадмі. 2014 року брав участь у загальних виборах від округу Іст-Делі, та не пройшов.

## Особисте життя
Дружину Раджмогана Ґанді звати Уша. У них двоє дітей, Супрія та Девадатта.

## Книги
- Чому Ґанді все ще має значення: оцінка спадщини Магатми (англ. Why Gandhi Still Matters: An Appraisal of the Mahatma’s Legacy)
- Розуміння батьків-засновників: розгляд початків Індійської республіки (англ. Understanding the Founding Fathers: An Enquiry into the Indian Republic’s Beginnings)
- Пенджаб: історія від Аурангзебу до Маунтбаттену (англ. Punjab: A History from Aurangzeb to Mountbatten)
- Повість про два бунти (англ. A Tale of Two Revolts)
- Могандас: справжня історія людини, його народу та імперії (англ. Mohandas: A True Story of a Man, His People and an Empire)
- Гафар Кан: ненасильницький бадшах пуштунів (англ. Ghaffar Khan: Nonviolent Badshah of the Pakhtuns) (2004)
- Розуміння мусульманської свідомості (англ. Understanding the Muslim Mind)
- Раджаджі: життя (англ. Rajaji: A Life)
- Помста та примирення: розуміння історії південної Азії (англ. Revenge & Reconciliation: Understanding South Asian History) (1999)
- Добрий човняр (англ. The Good Boatman)
- Пател: Життя (англ. Patel: A Life) (1990)
- Вісім життів: дослідження співпраці індуїстів та мусульман (англ. Eight Lives: A Study of the Hindu-Muslim Encounter) (1987)